# Tracy Arm
Der Tracy Arm ist ein enger Fjord mit steilen, bis zu 1000 m hohen Felswänden, Gletschern und Wasserfällen im US-Bundesstaat Alaska, 70 km südlich von Juneau. Er ist etwa 50 km lang und zu 20 % von Eis bedeckt. Am Fjordende befinden sich die Zungen der beiden Gletscher Sawyer und South Sawyer. Benannt wurde der Fjord nach Benjamin F. Tracy, einem General des Sezessionskriegs und US-Marineminister.
Er liegt im Tongass National Forest an der Stephens Passage, einer Meerenge im Alexanderarchipel. 1980 wurden der Tracy Arm zusammen mit dem parallel verlaufenden Endicott Arm sowie deren Umgebung mit insgesamt über 2640 km² vom Kongress der Vereinigten Staaten unter dem Namen Tracy Arm-Fords Terror Wilderness zum Wilderness Area erklärt, der strengsten Klasse von Naturschutzgebieten der Vereinigten Staaten, in der die menschlichen Eingriffe in die Natur minimal sind.
Am 10. August 2025 ereignete sich in einem Seitenarm des Tracy Arm ein Erdrutsch, durch den der zweithöchste Tsunami in der registrierten Geschichte Alaskas ausgelöst wurde. Betroffen war ein Hang rund 800 m hoch und etwas über 500 m breit. Von ihm rutschte Material in einer maximalen Dicke von 250 m ab. Am Gegenhang erreichten der Wellenschlag eine Höhe von über 480 m, die Höhe nahm in dem engen Tal aber schnell ab. Das unmittelbar betroffene Gebiet war glücklicherweise trotz Tourismussaison menschenleer, der einzige Schaden für menschliches Eigentum war ein fortgespültes Kanu zweier Touristen auf Harbour Island weit unterhalb der auslösenden Stelle, wo die Wellenhöhe nur noch 3 m erreichte. Eine kleine Insel namens Sawyer Island wurde völlig überspült und verlor praktisch die gesamte Humusauflage und Vegetation. Der Schuttstrom fiel genau auf das Ende einer Gletscherzunge, so dass der Erdrutsch wahrscheinlich durch Verlust an Stabilisierung des Hangs durch den zurückweichenden Gletscher ausgelöst wurde.

## Tourismus
Der untere Teil des Fjord wird im Sommer regelmäßig von Kreuzfahrtschiffen und den Fähren des Alaska Marine Highway befahren, die auf dem Wege von Süden nach Juneau oder in umgekehrter Richtung unterwegs sind.